# Ле-Плесси-Гримуль
Ле-Плесси́-Гриму́ль (фр. Le Plessis-Grimoult) — коммуна во Франции, находится в регионе Нижняя Нормандия. Департамент коммуны — Кальвадос. Входит в состав кантона Оне-сюр-Одон. Округ коммуны — Вир.
Код INSEE коммуны — 14508.

## Население
Население коммуны на 2010 год составляло 359 человек.
| 1962 | 1968 | 1975 | 1982 | 1990 | 1999 | 2010 |
| ---- | ---- | ---- | ---- | ---- | ---- | ---- |
| 370  | 358  | 331  | 300  | 292  | 310  | 359  |

## Экономика
В 2010 году среди 214 человек трудоспособного возраста (15—64 лет) 164 были экономически активными, 50 — неактивными (показатель активности — 76,6 %, в 1999 году было 71,0 %). Из 164 активных жителей работали 147 человек (85 мужчин и 62 женщины), безработных было 17 (8 мужчин и 9 женщин). Среди 50 неактивных 16 человек были учениками или студентами, 12 — пенсионерами, 22 были неактивными по другим причинам.